# Onthophagus triceratops
Onthophagus triceratops är en skalbaggsart som beskrevs av Gilbert John Arrow 1913. Onthophagus triceratops ingår i släktet Onthophagus och familjen bladhorningar. Inga underarter finns listade i Catalogue of Life.